# 1984 au Québec
Cet article traite des événements survenus en 1984 au Québec. 

## Événements

### Janvier
- 23 janvier : plusieurs ministres péquistes dont Yves Bérubé déclarent vouloir mettre l'option de souveraineté en veilleuse lors de la prochaine élection générale[1].

### Février
- 3 février : l’avocate Claire Lortie est reconnue coupable d’avoir mutilé le cadavre de Rodolphe Rousseau. Elle aurait trouvé le cadavre de son compagnon. Ensuite, elle l'a découpé à la scie circulaire avant de l'enfermer dans un congélateur neuf, acheté la veille du décès, elle a fait creuser un trou dans son jardin et a enterré le congélateur-cercueil dans le trou[2].
- 8 au 19 février : Gaétan Boucher remporte 3 médailles dont 2 d'or lors des Jeux olympiques de Sarajevo[3].
- 19 février : la Montréalaise Jacqueline Gareau remporte le Marathon de Los Angeles[4].
- 20 février : fin de l'enquête du coroner sur l'affaire de Rock Forest. Le juge Denys Dionne tient trois policiers de Sherbrooke responsables de la mort violente de Serge Beaudoin[5].
- 24 février : Gilles Lamontagne est nommé lieutenant-gouverneur du Québec, succédant ainsi à Jean-Pierre Côté[6].
- 29 février : Pierre Trudeau annonce sa prochaine démission qui deviendra effective après le congrès à la direction du PLC en juin prochain[7].

### Mars
- 5 mars : René Lévesque annonce un remaniement ministériel. Robert Dean entre au cabinet comme ministre du Revenu. Michel Clair remplace Yves Bérubé au Conseil du Trésor. Pierre-Marc Johnson devient ministre de la Justice et Bernard Landry ministre des Affaires internationales. Redevenu simple député, Jacques-Yvan Morin démissionne[6].
- 28 mars : Gilles Grégoire est remis en liberté après avoir purgé un peu plus du tiers de sa peine. Il refuse de démissionner de son poste de député de Frontenac[8].
- 28 mars : Jean-Roch Boivin démissionne de son poste de chef du cabinet du premier ministre[9].

### Avril
- 14 avril : René Lévesque est à Saint-Malo pour célébrer le 450e anniversaire du premier voyage de Jacques Cartier[10].
- 20 avril : les Canadiens de Montréal éliminent les Nordiques de Québec lors des séries éliminatoires de la Coupe Stanley[11].

### Mai
- 8 mai : un caporal des Forces armées canadiennes, Denis Lortie, pénètre dans l'hôtel du Parlement du Québec avec une mitraillette, tue trois personnes et en blesse 13 autres avant de se rendre. Son but, dit-il, était de "détruire le PQ, René Lévesque et le gouvernement"[12].
- 17 mai : Marcel Léger démissionne de son poste de chef du Parti nationaliste, aile fédérale dont le PQ voulait se doter à Ottawa[13].
- 22 mai : lors de son discours du budget, Jacques Parizeau déclare que le déficit demeure à 3.717 millions de dollars. Il annonce une hausse de la taxe sur le tabac (6 cents de plus le paquet de cigarettes), l'abolition progressive du péage sur les autoroutes et la prolongation du programme de Corvée-Habitations[14].
- 25 mai : Dominion Textile annonce la fermeture prochaine de son usine de Montmorency, vieille de 95 ans[15].
- 27 mai : inauguration de LG-4[16].

### Juin
- 9 juin : Mario Lemieux est le premier choix au repêchage de la LNH pour les Penguins de Pittsburgh[17].
- 16 juin : John Turner devient le nouveau chef du PLC lors du congrès à la direction de ce parti[18].
- 18 juin : le PLQ remporte les élections partielles de Marie-Victorin, Sauvé et Marguerite-Bourgeoys. Les deux premières circonscriptions étaient pourtant considérées comme des forteresses péquistes[6].
- 20 juin : la quatrième session de la 32e législature est prorogée[6].
- 22 juin : cérémonie d'ouverture de Québec 84 à Québec qui fête le 450e anniversaire du premier voyage de Jacques Cartier. Deux jours plus tard, les grands voiliers arrivent dans la Vieille-Capitale[19].
- 30 juin :
  - John Turner devient officiellement premier ministre du Canada[20].
  - les grands voiliers défilent sur le fleuve Saint-Laurent en face de Québec[21].

### Juillet
- 4 juillet : on constate que l'affluence a chuté de façon dramatique sur le site de Québec 84 depuis le départ des grands voiliers[22].
- 5 juillet : jumelage du Parc national du Saguenay au Québec et du Parc national des Cévennes en France[23].
- 6 juillet : le Cirque du Soleil présente son premier spectacle à Gaspé[24].
- 14 juillet - 50 000 personnes se rendent à l'aéroport de Québec pour voir le Concorde. Ce sera la seule visite de cet avion dans la Vieille Capitale[25].
- 17 juillet : la comédienne Denise Morelle est retrouvée assassinée dans un logement qu'elle était allée visiter sur la rue Sanguinet à Montréal. L'autopsie démontrera qu'elle a été violée et sauvagement battue à mort. L'assassin restera introuvable pendant 23 ans, puis sera jugé et condamné au pénitencier jusqu'en 2027 (voir l'affaire Denise Morelle)[26].
- 26 juillet : la Cour suprême statue que la clause Québec de la loi 101 est inconstitutionnelle[27].

### Août
- 6 août :
  - lors d'un discours électoral à Sept-Îles, le chef conservateur Brian Mulroney promet de modifier la Constitution de 1982 afin que le Québec puisse la signer "avec dignité et fierté"[28].
  - Sylvie Bernier médaillée d'or en plongeon aux Jeux olympiques de Los Angeles[29].
- 16 août : Diane Dufresne présente son spectacle Magie Rose au Stade olympique de Montréal[30].
- 19 août : départ de la première Transat Québec-Saint-Malo[31].
- 27 août : première du film Le Crime d'Ovide Plouffe, réalisé par Denys Arcand et mettant en vedette Gabriel Arcand, Anne Létourneau et Jean Carmet. Le scénario est inspiré de l'affaire Albert Guay de 1949[32].

### Septembre
- 3 septembre : un attentat à la bombe fait trois morts à la Gare centrale de Montréal. L'auteur de cet acte est Thomas Bringham, un homme de 65 ans mécontent de la prochaine visite du pape au Québec[33].
- 4 septembre : le Parti conservateur de Brian Mulroney remporte l'élection fédérale et formera un gouvernement majoritaire avec 211 sièges, la plus grosse majorité parlementaire de l'histoire du Canada. Au Québec le résultat est de 58 conservateurs élus contre 17 libéraux[34].
- 9 septembre : le pape Jean-Paul II entame son voyage au Canada par une première étape à Québec[35].
- 11 septembre : Céline Dion interprète Une colombe devant le pape Jean-Paul II au Stade olympique[36].
- 12 septembre : création du parc national des Îles-de-Boucherville[37].
- 16 septembre : Jean-Paul II se prononce pour l'unité canadienne[38].
- 17 septembre : le gouvernement Mulroney est assermenté. Joe Clark est ministre des Affaires extérieures. Les ministres venus du Québec sont nombreux: Robert de Cotret (président du Conseil du Trésor), Roch La Salle (ministre des Travaux publics), Michel Côté (ministre de la Consommation et des Corporations), Marcel Masse (ministre des Communications), Benoît Bouchard (ministre d'État aux Transports) et Andrée Champagne (ministre d'État à la Jeunesse)[39].
- 22 septembre : au Conseil national du PQ, René Lévesque déclare que c'est un devoir d'État de collaborer de bonne foi avec le nouveau gouvernement fédéral et parle pour la première fois de beau risque[40].
- 25 septembre : René Lévesque annonce un mini-remaniement ministériel. Revenu au cabinet, Marcel Léger devient ministre délégué au Tourisme. Louise Harel est promue au ministère des Communautés culturelles[6].

### Octobre
- 5 octobre :
  - Marc Garneau, membre de l'équipage de la navette spatiale Challenger, est le premier Québécois à se rendre dans l'espace[41].
  - sortie du film La Guerre des tuques, réalisé par André Melançon et produit par Rock Demers. Ce film, qui raconte l'histoire d'enfants jouant à la guerre, deviendra un classique du cinéma québécois. Sa chanson-thème, L'amour a pris son temps, est interprétée par Nathalie Simard[42].
- 11 octobre : la compagnie Sidbec-Normines annonce qu'elle mettra fin à ses opérations le 30 juin 1985. Gagnon, comme Schefferville, est condamnée elle aussi à devenir une ville fantôme[43].
- 15 octobre : Québec annonce qu'il n'épongera pas le déficit de Québec 84, maintenant estimé à 14.5 millions de dollars[44].
- 16 octobre : lors de son discours inaugural à l'Assemblée nationale, René Lévesque annonce qu'il entend collaborer pleinement avec le gouvernement Mulroney afin de créer des emplois et de rouvrir le dossier constitutionnel[6].
- 20 octobre : les policiers impliqués dans l'affaire Rock Forest sont finalement acquittés[45].

### Novembre
- 1er novembre : Sébastien Métivier, un garçon de huit ans, est porté disparu à Montréal. Il reste introuvable malgré les recherches. Il est le plus jeune enfant disparu et non retrouvé dans l'histoire du Québec[46].
- 5 novembre : dans son Discours du Trône, Brian Mulroney s'engage à rouvrir le dossier constitutionnel[47].
- 19 novembre : René Lévesque se prononce clairement pour la mise en veilleuse de l'option indépendantiste[48].
- 20 novembre : Pierre de Bellefeuille est le premier député péquiste à démissionner du caucus[6].
- 22 novembre : Jacques Parizeau, Camille Laurin, Denise Leblanc, Gilles Paquette et Jacques Léonard annoncent leur démission. Jérôme Proulx quitte le caucus et siégera comme député indépendant[49].
- 26 novembre :
  - Guy Lafleur annonce sa retraite du hockey[50].
  - le PLQ remporte l'élection partielle de Saint-Jacques. Il s'agit de la 22e défaite péquiste d'affilée lors d'une élection partielle[6].
- 27 novembre : Louise Harel démissionne du cabinet. René Lévesque annonce un nouveau remaniement ministériel. Yves Duhaime devient ministre des Finances, Guy Tardif ministre des Transports, Jacques Rochefort ministre de l'Habitation et de la Protection du Consommateur et Jean-Guy Rodrigue ministre de l'Énergie et des Ressources. Guy Chevrette remplace Camille Laurin aux Affaires sociales[6].

### Décembre
- 4 décembre : de retour d'Europe, le ministre Denis Lazure démissionne à son tour[6].
- 30 décembre : Gaétan Boucher est nommé athlète de l'année au Québec. Sylvie Bernier est nommée athlète de l'année au Canada, ex æquo avec Alex Baumann[51].

## Naissances
- Daniel Desrochers (victime de meurtre) († 13 août 1995)
- 11 février - Maxime Talbot (joueur de hockey)
- 11 mars - Marc-André Grondin (acteur)
- 26 mars - Stéphanie Lapointe (chanteuse et actrice)
- 3 avril - Mirianne Brûlé (comédienne)
- 14 avril
  - Charles Hamelin (patineur de short-track)
  - Chris Leroux (joueur de baseball)
  - Guillaume Tremblay (politicien et maire de Mascouche)
- 26 avril - Ruth Ellen Brosseau (femme politique)
- 27 avril - Pierre-Marc Bouchard (joueur professionnel de hockey)
- 30 avril - Alexandrine Latendresse (actrice et femme politique)
- 15 mai - Jeff Drouin-Deslauriers (joueur de hockey)
- 31 mai - Mathieu Traversy (homme politique)
- 13 juin - Chanelle Charron-Watson (en) (natation)
- 7 juillet - Marie-Mai Bouchard (chanteuse)
- 24 juillet - Anne-Élisabeth Bossé (actrice)
- 15 août - Alexandre Leduc (syndicaliste et homme politique)
- 5 septembre - Marina Radu (en) (joueur de Water-polo)
- 1er octobre - Rosanna Tomiuk (en) (joueur de water-polo)
- 3 octobre - Bruno Gervais (joueur et analyste de hockey)
- 4 octobre - Sheray Thomas (en) (joueur de basketball)
- 26 octobre - Dominique Perreault (en) (joueur de water-polo)
- 10 novembre - Marilyn Castonguay (actrice)
- 11 novembre - Marie-Ève Janvier (chanteuse)
- 28 novembre - Marc-André Fleury (gardien de but au hockey)
- 8 décembre - Karim Ouellet (auteur-compositeur-interprète) († 17 janvier 2022)

## Décès
- 12 mars Estelle Mauffette (actrice) (º 6 octobre 1904)
- 30 mars - Gaëtan Dugas (steward) (º 20 février 1953)
- 11 avril - Adhémar Raynault (ancien maire de Montréal) (º 12 juillet 1891)
- 17 avril - Claude Provost (joueur de hockey) (º 17 septembre 1933)
- 19 avril - Aglaé (Jocelyne Deslongchamps) (chanteuse) (13 mai 1933)
- 20 avril - Marie-Andrée Leclerc (principale complice de Charles Sobhraj) (º 26 octobre 1945)
- 23 avril - Serge Champagne (avocat et homme politique) (º 19 août 1943)
- 26 avril - Camille Ducharme (acteur) (º 12 décembre 1908)
- 2 juillet - Paul Dozois (homme politique) (º 23 mai 1908)
- 17 juillet - Denise Morelle (actrice) (º 3 décembre 1925)
- 19 septembre Vincent Cotroni (mafieux) (º 11 novembre 1910)
- 19 septembre Eve Gagnier (actrice) (º 12 novembre 1930)
- 14 octobre - Edgar Hébert (pharmacien et homme politique)  (º 29 octobre 1911)
- 31 octobre - Pierre Dufresne (acteur) (º 7 avril 1927)
- 13 décembre - Nathan Steinberg (homme d'affaires) (º 1920)

## Sources et références
1. ↑  Pierre Godin. René Lévesque tome 4. Boréal. 2005. p. 317
2. ↑  Carole-Marie Allard. L'affaire Claire Lortie. 992. Montréal. Éditions JCL. 279 p.
3. ↑  Bilan du Siècle
4. ↑  Jacqueline Gareau gagne à Los Angeles. Le Devoir. 20 février 1984. p. 10
5. ↑  Maurice Girard. La mort violente de Serge Beaudoin à Rock Forest. Dionne tient 3 policiers responsables. Le Devoir. 21 février 1984. p. 1
6. 1 2 3 4 5 6 7 8 9 10  « Chronologie parlementaire 1984-1985 » (consulté le 18 mai 2009)
7. ↑  Graham Fraser. Le Parti Québécois. Libre-Expression. 1984. p. 400
8. ↑  Pierre Vincent. Gilles Grégoire remis en liberté. La Presse. 29 mars 1984. p. A-1
9. ↑  René Lévesque, tome 4, p. 331
10. ↑  St-Malo-Québec: 29 voiliers vont prendre le départ. La Presse. 14 avril 1984. pp. A-1-A-2
11. ↑  Voir l'article Saison 1983-1984 de la LNH
12. ↑  Attentat contre l'Assemblée nationale
13. ↑  Pierre Vennat. Léger abandonne. Le Parti nationaliste étant incapable de percer sur la scène fédérale. La Presse. 18 mai 1984. p. A-1
14. ↑  Hélène Baril, « Exercice administratif de Jacques Parizeau. Rien pour les conribuables; bien peu pour l'entreprise », Le Soleil,‎ 23 mai 1984, A-1
15. ↑  Hélène Baril, « Dominion Textile ferme. 440 employés en chômage », Le Soleil,‎ 26 mai 1984, A-1
16. ↑  Bilan du Siècle
17. ↑  Choix au repêchage 1984 sur Hockey DB
18. ↑  Maurice Jannard. Trudeau et Turner planifient la transition. La Presse. 18 juin 1984. p. A-10
19. ↑  Guy Dubé et Pierre Pelchat. Que la fête commence!. Le Soleil. 23 juin 1984. p. A-1
20. ↑  Turner entreprend une réforme du gouvernement. La Presse. 2 juillet 1984. p. A-1
21. ↑  Bilan du Siècle
22. ↑  Gilles Normand. Pour « contrer la carastrophe ». Québec 84 met au point un plan de redressement. La Presse. 5 juillet 1984. p. A-1
23. ↑  Site du Parc national des Cévennes
24. ↑  Bilan du Siècle
25. ↑  Le Journal de Québec, Le Concorde visitait Québec en 1984, 14 juillet 2019, p. 18
26. ↑  Martha Gagnon. La comédienne Denise Morelle est battue à mort dans un logement de la rue Sanguinet. La Presse. 19 juillet 1984. p. A-3
27. ↑  Chronologie de l'histoire du Québec
28. ↑  Michel Vastel. Lucien Bouchard en attendant la suite…. Lanctôt. 1996. p. 80
29. ↑  Sylvie Bernier: médaille d'or. Le Devoir. 7 août 1984. p. 1
30. ↑  Magie rose, le spectacle de Diane Dufresne au stade olympique devenu mythique
31. ↑  Pour la plus grande course océanique en équipage. Ils sont partis. 250,000 Québécois au départ. Le Soleil. 20 août 1984. p. A-1
32. ↑  Bilan du Siècle
33. ↑  Bilan du Siècle
34. ↑  Voir l'article Élection fédérale canadienne de 1984
35. ↑  Bilan du Siècle
36. ↑  Paul Roy. Le stade olympique, apothéose de la journée du pape à Montréal. Jean-Paul II électrise 65 000 jeunes Québécois. La Presse. 12 septembre 1984. p. A-1
37. ↑  Site officiel des Îles-de-Boucherville
38. ↑  Jean Rivest. Le pape appelle les Canadiens à l'unité. La Presse. 17 septembre 1984. p. A-1
39. ↑  Michel C. Auger, « Le cabinet de Mulroney. Un nombre record de ministres », Le Soleil,‎ 18 septembre 1984, A-1
40. ↑  René Lévesque tome 4, p. 354
41. ↑  Après avoir surmonté des ennuis, Challenger largue le satellite ERBS. La Presse. 6 octobre 1984. p. A-1
42. ↑  Bilan du Siècle
43. ↑  Bilan du Siècle
44. ↑  Bernard Racine. Québec ne veut pas éponger le nouveau déficit de Québec 84. La Presse. 16 octobre 1984. p. A-5
45. ↑  Léopold Lizotte. Rock Forest: Dion et Castonguay sont blanchis sous tous les chefs. La Presse. 21 octobre 1984. p. 3
46. ↑  L'affaire Sébastien Métivier
47. ↑  Gilbert Lavoie. Ottawa s'engage à rouvrir le dossier constitutionnel. La Presse. 6 novembre 1984. p. A-1
48. ↑  René Lévesque tome 4, p. 486
49. ↑  Pierre Duchesne. Jacques Parizeau tome 3. Québec-Amérique. 2004. p. 503
50. ↑  Richard Milo. Guy Lafleur accroche ses patins. Le Devoir. 27 novembre 1984. p. 1, 12
51. ↑  C'est Bernier et Bauman. Le Soleil. 31 décembre 1984. p. S-16

### Articles généraux
- Chronologie de l'histoire du Québec (1982 à aujourd'hui)
- L'année 1984 dans le monde
- 1984 au Canada

### Articles sur l'année 1984 au Québec
- Fusillade du 8 mai 1984 à l'hôtel du Parlement du Québec
- Élection fédérale canadienne de 1984
- Beau risque
- Liste des lauréats des prix Félix en 1984